# سارا باتاگلیا
سارا باتاگلیا (زاده ۱۴ ژوئن ۱۹۸۶) یک کاراتکا زن ایتالیایی است که در مسابقات کاراته قهرمانی جهان ۲۰۰۶ در تامپره قهرمان جهان شد.
باتاگلیا عضو باشگاه جی اس فیامه اُرو است.